# Kim Adolfsson
Kim Adolfsson (* 2. Dezember 1988) ist eine schwedische Biathletin.
Kim Adolfsson vom Verein Vansbro AIK SK nahm 2006 in Presque Isle an ihren ersten Junioren-Weltmeisterschaften im Biathlon teil und belegte dort die Plätze 30 im Einzel, 14 im Sprint, 24 in der Verfolgung und mit Jenny Jonsson und Emelie Larsson als Schlussläuferin der Staffel Fünfte. Im folgenden Jahr kamen in Martell die Platzierungen 16 im Einzel, 28 im Sprint, 13 in der Verfolgung und zehn mit der Staffel hinzu. Zur Saison 2007/08 folgten auch die ersten Einsätze im Junioren-Europacup, bei ihrem ersten Sprintrennen in Geilo musste sie sich nur Elise Ringen geschlagen geben. In Ruhpolding nahm Adolfsson an ihrer dritten Junioren-WM teil und wurde dort 37. im Einzel, 23 im Sprint, 35 in der Verfolgung und wie schon zwei Jahre zuvor Fünfte mit Jonsson und Larsson in der Staffel. Wenig später nahm sie auch an den Biathlon-Europameisterschaften 2008 in Nové Město na Moravě teil und belegte dort bei den Junioren-Wettkämpfen die Ränge 23 im Sprint und 25 in der Verfolgung. Für das Staffelrennen wurde Adolfsson erstmals bei einem Großereignis im Leistungsbereich eingesetzt und lief mit Sanna Eklund, Elin Mattsson und Emelie Larsson als Schlussläuferin auf Platz acht. Drittes und letztes Großereignis wurden die Militär-Skiweltmeisterschaft 2008 in Hochfilzen, wo die Schwedin 32. des Einzels, Achte im Team und mit der Militärpatrouille Siebte wurde.
Zum Auftakt der Saison 2008/09 startete Adolfsson erstmals im IBU-Cup der Frauen und wurde in ihrem ersten Sprint in Idre 33. In Canmore nahm sie letztmals an einer Junioren-Weltmeisterschaft teil und erreichte den 34. Platz im Einzel, wurde 24. im Sprint und kam auf Rang 37 im Verfolgungsrennen. 2010 trat die Schwedin in Otepää bei den Biathlon-Europameisterschaften an. Erstmals lief sie keine Junioren-Rennen mehr. Im Einzel wurde Adolfsson 38., 28. im Sprint und 27. der Verfolgung. Zum Ende der Saison startete sie bei der Militär-Skiweltmeisterschaft 2010 in Brusson, wo sie im Sprint den 36. Platz belegte und mit Larsson, Mattsson und Maria Grafnings Siebte im Militärpatrouillenlauf.